# Борковићи (Плужине)
Борковићи је насеље у општини Плужине у Црној Гори. Према попису из 2003. било је 131 становника (према попису из 1991. било је 174 становника).

## Демографија
У насељу Борковићи живи 118 пунолетних становника, а просечна старост становништва износи 41,7 година (40,7 код мушкараца и 42,8 код жена). У насељу има 36 домаћинстава, а просечан број чланова по домаћинству је 3,64.
Становништво у овом насељу веома је хетерогено, а у последња три пописа, примећен је пад у броју становника.
|  |

| Демографија | Демографија | Демографија |
| Година      | Становника  | Становника  |
| ----------- | ----------- | ----------- |
|             |             |             |
|             |             |             |
|             |             |             |
|             |             |             |
| 1948.       | 311         |             |
| 1953.       | 316         |             |
| 1961.       | 298         |             |
| 1971.       | 310         |             |
| 1981.       | 275         |             |
| 1991.       | 174         | 174         |
| 2003.       | 133         | 131         |
|             |             |             |

| Етнички састав према попису из 2003.‍ | Етнички састав према попису из 2003.‍ | Етнички састав према попису из 2003.‍ | Етнички састав према попису из 2003.‍ | Етнички састав према попису из 2003.‍ |
| ------------------------------------ | ------------------------------------ | ------------------------------------ | ------------------------------------ | ------------------------------------ |
|                                      |                                      |                                      |                                      |                                      |
| Срби                                 | Срби                                 |                                      | 76                                   | 58,01%                               |
| Црногорци                            | Црногорци                            |                                      | 55                                   | 41,98%                               |
| непознато                            | непознато                            |                                      | 0                                    | 0,0%                                 |

| Година пописа     | 1948. | 1953. | 1961. | 1971. | 1981. | 1991. | 2003. |
| ----------------- | ----- | ----- | ----- | ----- | ----- | ----- | ----- |
| Број домаћинстава | 57    | 58    | 58    | 55    | 50    | 39    | 36    |

| Број чланова      | 1  | 2 | 3  | 4 | 5 | 6 | 7 | 8 | 9 | 10 и више | Просек |
| ----------------- | -- | - | -- | - | - | - | - | - | - | --------- | ------ |
| Број домаћинстава | 36 | 4 | 11 | 4 | 6 | 5 | 1 | 3 | 1 | 1         | 0      |

| Пол    | Укупно | Неожењен/Неудата | Ожењен/Удата | Удовац/Удовица | Разведен/Разведена | Непознато |
| ------ | ------ | ---------------- | ------------ | -------------- | ------------------ | --------- |
| Мушки  | 64     | 34               | 27           | 2              | 1                  | 0         |
| Женски | 56     | 20               | 28           | 7              | 1                  | 0         |
| УКУПНО | 120    | 54               | 55           | 9              | 2                  | 0         |

| Пол    | Укупно                    | Пољопривреда, лов и шумарство | Рибарство                            | Вађење руде и камена | Прерађивачка индустрија       |
| ------ | ------------------------- | ----------------------------- | ------------------------------------ | -------------------- | ----------------------------- |
| Мушки  | 48                        | 33                            | 0                                    | 0                    | 1                             |
| Женски | 17                        | 8                             | 0                                    | 0                    | 0                             |
| УКУПНО | 65                        | 41                            | 0                                    | 0                    | 1                             |
| Пол    | Производња и снабдевање   | Грађевинарство                | Трговина                             | Хотели и ресторани   | Саобраћај, складиштење и везе |
| Мушки  | 0                         | 4                             | 0                                    | 1                    | 2                             |
| Женски | 0                         | 0                             | 3                                    | 4                    | 0                             |
| УКУПНО | 0                         | 4                             | 3                                    | 5                    | 2                             |
| Пол    | Финансијско посредовање   | Некретнине                    | Државна управа и одбрана             | Образовање           | Здравствени и социјални рад   |
| Мушки  | 0                         | 0                             | 5                                    | 2                    | 0                             |
| Женски | 0                         | 0                             | 0                                    | 0                    | 0                             |
| УКУПНО | 0                         | 0                             | 5                                    | 2                    | 0                             |
| Пол    | Остале услужне активности | Приватна домаћинства          | Екстериторијалне организације и тела | Непознато            | Непознато                     |
| Мушки  | 0                         | 0                             | 0                                    | 0                    | 0                             |
| Женски | 2                         | 0                             | 0                                    | 0                    | 0                             |
| УКУПНО | 2                         | 0                             | 0                                    | 0                    | 0                             |